# Hervé Revelli
Hervé Revelli (Verdun, 1946. május 5. –) válogatott francia labdarúgó, csatár, edző. Kétszeres francia bajnoki gólkirály (1966–67, 1969–70). 1969-ben az év francia labdarúgójának választották. Testvére Patrick Revelli (1951–) válogatott francia labdarúgó.

## Pályafutása

### Klubcsapatban
1964 és 1971 között a Saint-Étienne, 1971 és 1973 között az OGC Nice, 1973 és 1978 között ismét a Saint-Étienne labdarúgója volt. A Saint-Étienne csapatával hét francia bajnoki címet és öt kupagyőzelmet ért el. Az 1966–67-es idényben 31 góllal, az 1969–70-es idényben 28 góllal a francia élvonal gólkirálya volt. Tagja volt az 1975–76-os idényben BEK-döntős együttesnek. 1978 és 1980 között a Chênois, 1980 és 1983 között a Châteauroux, 1983 és 1985 között a Draguignan játékos-edzője volt.

### A válogatottban
1966 és 1975 között 30 alkalommal szerepelt a francia válogatottban és 14 gólt szerzett.

### Edzőként
1986–87-ben a tunéziai CS Sfaxien, 1987 és 1989 között a Château-Thierry edzője volt. 1989-ben a mauritiusi válogatott szövetségi kapitányaként tevékenykedett. 1989 és 1993 között a Saint-Priest, 1998-ban a tunéziai CA Bizertin, 2003-ban az algériai MC Oran, majd 2003–04-ben az MC Alger szakmai munkáját irányította. 2004-ben a benini válogatott szövetségi kapitánya volt. 2005-ben az algériai ES Sétif, 2009 és 2011 között az US Feurs, 2018-ban a Lyon-Décines edzőjeként dolgozott.
2007–08-ban a Toulouse Fontaines sportigazgatója volt.

## Sikerei, díjai
- Az év francia labdarúgója (1969)

 Saint-Étienne
- Francia bajnokság (Ligue 1)
  - bajnok (7): 1966–67, 1967–68, 1968–69, 1969–70, 1973–74, 1974–75, 1975–76
  - gólkirály (2): 1966–67 (31 gól), 1969–70 (28 gól)
- Francia kupa (Coupe de France)
  - győztes (5): 1968, 1970, 1974, 1975, 1977
- Bajnokcsapatok Európa-kupája (BEK)
  - döntős: 1975–76

## Statisztika

### Mérkőzései a francia válogatottban
| Franciaország | Franciaország        | Franciaország                      | Franciaország       | Franciaország | Franciaország | Franciaország             | Franciaország | Franciaország |
| #             | Dátum                | Helyszín                           | Hazai               | Eredmény      | Vendég        | Kiírás                    | Gólok         | Esemény       |
| ------------- | -------------------- | ---------------------------------- | ------------------- | ------------- | ------------- | ------------------------- | ------------- | ------------- |
| 1.            | 1966. szeptember 28. | Budapest, Népstadion               | Magyarország        | 4 – 2         | Franciaország | barátságos                | 1             | 58'           |
| 2.            | 1966. november 11.   | Brüsszel, Heysel Stadion           | Belgium             | 2 – 1         | Franciaország | Eb-selejtező              | -             |               |
| 3.            | 1966. november 26.   | Luxembourg, Stade Municipal        | Luxemburg           | 0 – 3         | Franciaország | Eb-selejtező              | 1             | 40'           |
| 4.            | 1967. október 28.    | Nantes, Stade Marcel Saupin        | Franciaország       | 1 – 1         | Belgium       | Eb-selejtező              | -             |               |
| 5.            | 1968. szeptember 25. | Marseille, Stade Vélodrome         | Franciaország       | 1 – 1         | NSZK          | barátságos                | -             |               |
| 6.            | 1969. április 30.    | Párizs, Parc des Princes           | Franciaország       | 1 – 0         | Románia       | barátságos                | -             |               |
| 7.            | 1969. szeptember 10. | Oslo, Ullevaal Stadion             | Norvégia            | 1 – 3         | Franciaország | vb-selejtező              | 2             | 9' 48'        |
| 8.            | 1969. október 15.    | Stockholm, Råsunda Stadion         | Svédország          | 2 – 0         | Franciaország | vb-selejtező              | -             |               |
| 9.            | 1970. április 8.     | Rouen, Stade Robert Diochon        | Franciaország       | 1 – 1         | Bulgária      | barátságos                | -             |               |
| 10.           | 1970. április 28.    | Reims, Stade Auguste Delaune       | Franciaország       | 2 – 0         | Románia       | barátságos                | -             |               |
| 11.           | 1970. május 3.       | Bázel, St. Jakob stadion           | Svájc               | 2 – 1         | Franciaország | barátságos                | 1             | 79'           |
| 12.           | 1970. október 7.     | Bécs, Práter-stadion               | Ausztria            | 1 – 0         | Franciaország | barátságos                | -             | 46'           |
| 13.           | 1971. január 8.      | Buenos Aires, La Bombonera         | Argentína           | 3 – 4         | Franciaország | barátságos                | 1             | 46' 89'       |
| 14.           | 1971. március 17.    | Valencia, Estadio Luís Casanova    | Spanyolország       | 2 – 2         | Franciaország | barátságos                | 2             | 14' 54'       |
| 15.           | 1971. április 24.    | Budapest, Népstadion               | Magyarország        | 1 – 1         | Franciaország | Eb-selejtező              | 1             | 64'           |
| 16.           | 1971. október 9.     | Párizs, Colombes Stadion           | Franciaország       | 0 – 2         | Magyarország  | Eb-selejtező              | -             |               |
| 17.           | 1971. november 10.   | Nantes, Stade Marcel Saupin        | Franciaország       | 2 – 1         | Bulgária      | Eb-selejtező              | -             | 82'           |
| 18.           | 1971. december 4.    | Szófia, Levszki Stadion            | Bulgária            | 2 – 1         | Franciaország | Eb-selejtező              | -             | 60'           |
| 19.           | 1972. június 11.     | Salvador, Estádio Fonte Nova (BRA) | CONCACAF-válogatott | 0 – 5         | Franciaország | Brazil függetlenségi kupa | 3             | 60' 66' 84'   |
| 20.           | 1972. június 15.     | Maceió, Estádio Rei Pelé (BRA)     | Afrika              | 0 – 2         | Franciaország | Brazil függetlenségi kupa | -             |               |
| 21.           | 1972. június 25.     | Salvador, Estádio Fonte Nova (BRA) | Argentína           | 0 – 0         | Franciaország | Brazil függetlenségi kupa | -             | 84'           |
| 22.           | 1972. szeptember 2.  | Pireusz, Karaiszkákisz Stadion     | Görögország         | 1 – 3         | Franciaország | barátságos                | 1             | 86'           |
| 23.           | 1972. október 13.    | Párizs, Parc des Princes           | Franciaország       | 1 – 0         | Szovjetunió   | vb-selejtező              | -             |               |
| 24.           | 1972. november 15.   | Dublin, Dalymount Park             | Írország            | 2 – 1         | Franciaország | vb-selejtező              | -             |               |
| 25.           | 1973. március 3.     | Párizs, Parc des Princes           | Franciaország       | 1 – 2         | Portugália    | barátságos                | -             |               |
| 26.           | 1973. május 19.      | Párizs, Parc des Princes           | Franciaország       | 1 – 1         | Írország      | vb-selejtező              | -             |               |
| 27.           | 1973. május 26.      | Moszkva, Központi Lenin Stadion    | Szovjetunió         | 2 – 0         | Franciaország | vb-selejtező              | -             |               |
| 28.           | 1973. november 21.   | Párizs, Parc des Princes           | Franciaország       | 3 – 0         | Dánia         | barátságos                | 1             | 89'           |
| 29.           | 1974. március 23.    | Párizs, Parc des Princes           | Franciaország       | 1 – 0         | Románia       | barátságos                | -             | 83'           |
| 30.           | 1975. március 26.    | Párizs, Parc des Princes           | Franciaország       | 2 – 0         | Magyarország  | barátságos                | -             | 60'           |
|               | Összesen             |                                    |                     | 30            | mérkőzés      |                           | 14            | gól           |